# Verticilosis
La verticilosis es una enfermedad causada en menos de trescientas especies vegetales por uno o dos hongos del género Verticillium, Verticillium dahliae y Verticillium albo-atrum. Hay muchas especies de alto interés agrícola que se pueden ver afectados por estos hongos como son el algodón, tomate, patata, berenjena, pimiento, olivo plantas ornamentales así como otras especies silvestres. Algunas especies cultivadas son resistentes a esta enfermedad así como todas las monocotiledóneas, gimnospermas y helechos.
Los síntomas son parecidos a los de las fusariosis. Si existe hoy en día un efectivo control químico de la enfermedad, pero las rotaciones de cultivos, el uso de variedades resistentes y las labores profundas al terreno pueden ser útiles para reducir el impacto y la extensión de la enfermedad.

## Huéspedes y síntomas

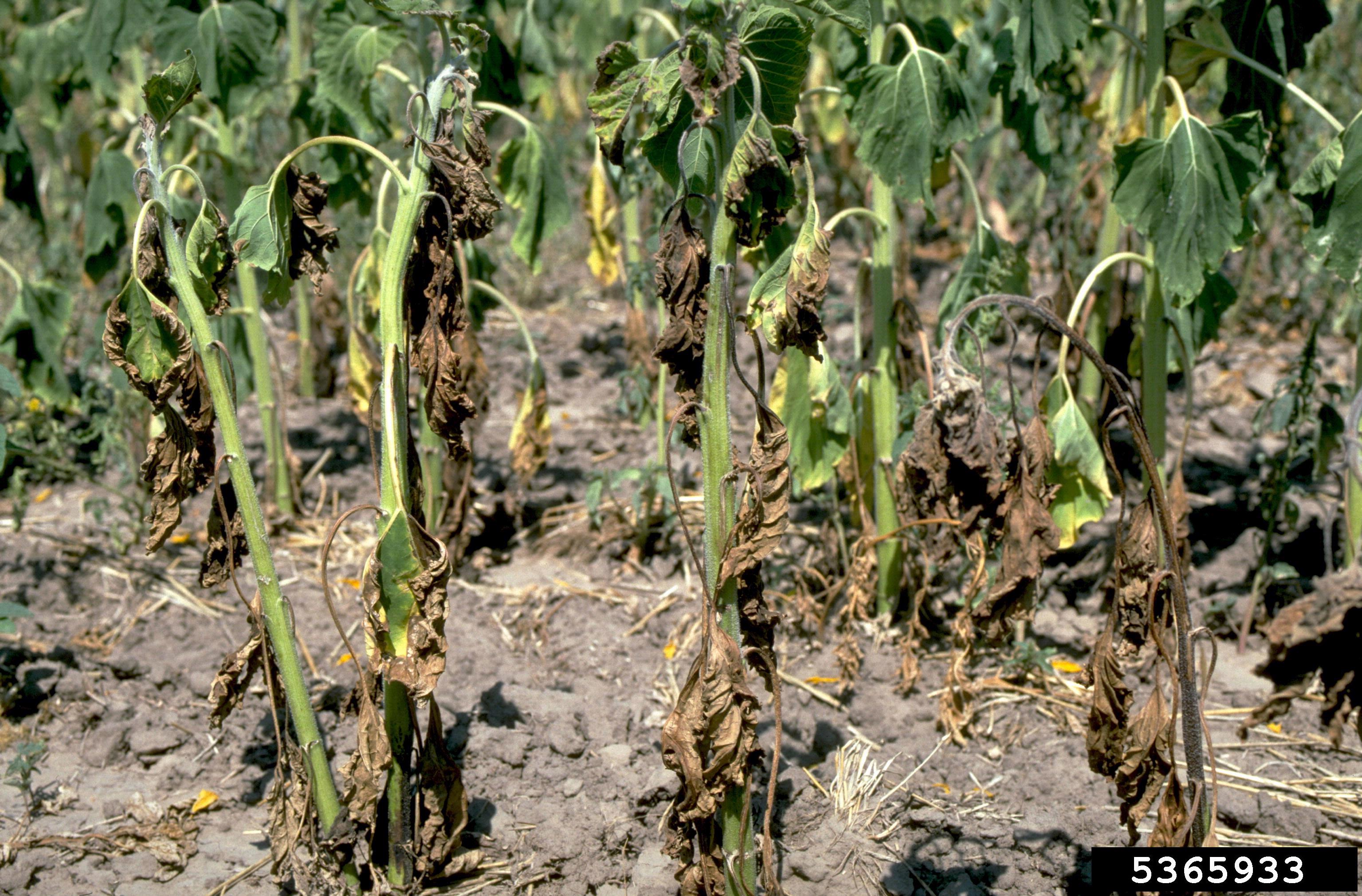
Girasol infectado de Verticillium dahliae'

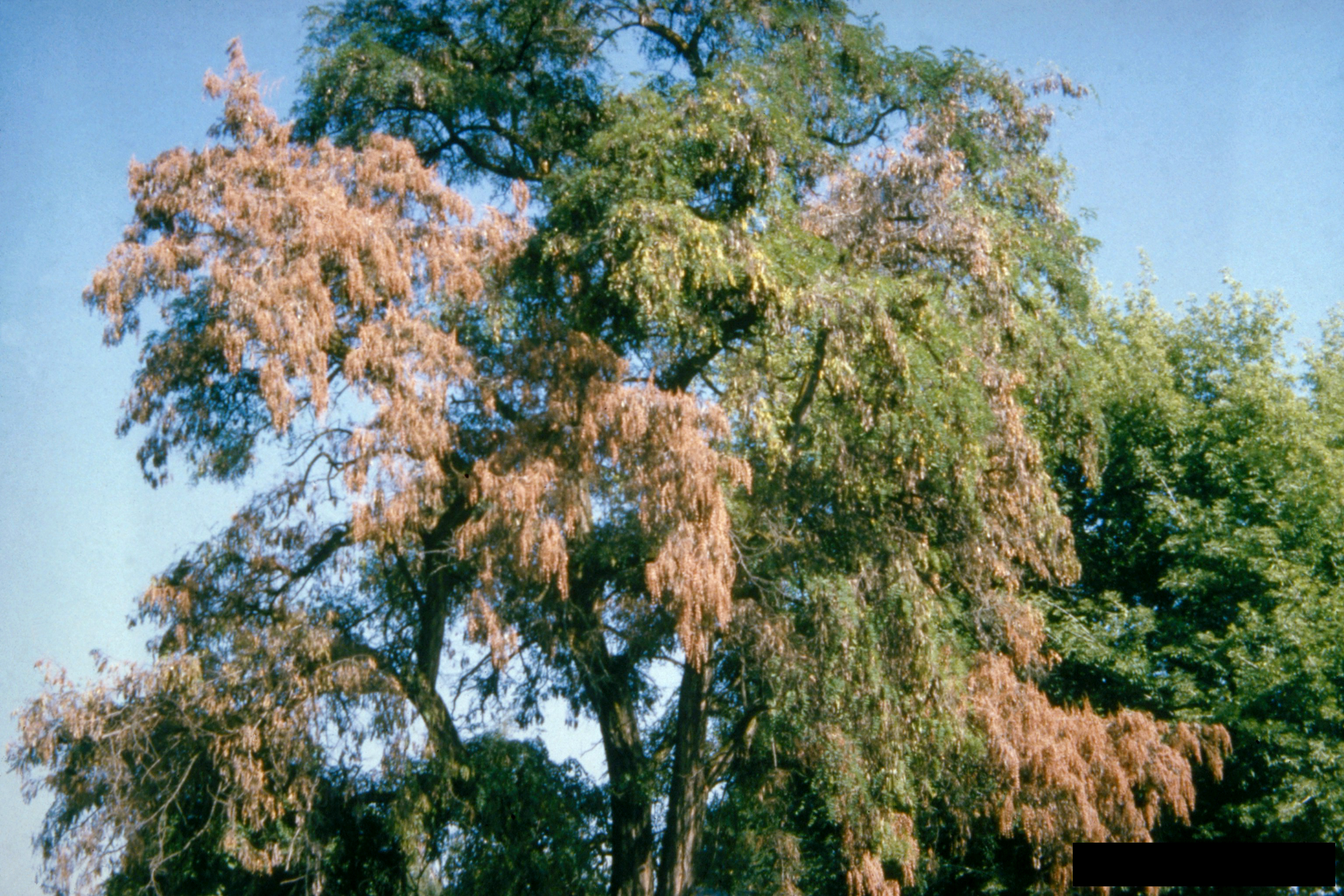
Copa de un árbol afectada de Verticillium albo-atrum

Verticillium spp. ataca a un gran número de plantas, hortalizas, frutales, planta ornamental, y árboles de sombra o de bosques. La mayoría de especies vegetales tienen alguna susceptibilidad, así que estos hongos tienen un amplio rando de huéspedes.  Una lista de los huéspedes conocidos se presenta al final de este artículo.
Los síntomas son parecidos a los de otras enfermedades producidas por hongos con unos pocos específicos de Verticillium. El marchitamiento es el más común de los síntomas, el marchitamiento de los tallos y hojas se produce por la obstrucción del xilema que produce la disminución parcial o total del paso de la savia. En plantas pequeñas o semilleros Verticillium puede matar rápidamente las plantas mientras que en plantas o árboles mayores los daños pueden variar. Algunas veces solo una parte de la planta puede mostrar los síntomas mientras que otra no lo hace, la enfermedad suele extenderse en los tallos verticalmente hacia arriba más que radialmente. Otros síntomas que se pueden producir son clorosis o amarilleos en las hojas, necrosis o muerte de tejidos, y defoliación. Si los tallos o ramas infectadas se cortan, se puede observar la decoloración de los tejidos conductores.
A menudo los síntomas se manifiestan en las partes bajas y externas de las plantas o solo se localizan en unas pocas ramas de un árbol. En las plantas más viejas la infección puede causar la muerte, pero a menudo, especialmente en los árboles, pueden recuperarse o al menos continuar viviendo con la enfermedad. La severidad de la infección juega un papel importante en la severidad de los daños y su desarrollo.

## Ciclo
Si bien el género Verticillium es muy diverso, el ciclo de vida es muy parecido en todos ellos excepto en sus estructuras de resistencia, estas varían de la formación de micelio en V. albo-atrum, formación de microesclerocio en V. dahliae, formación de clamidosporas en V. nigrescens y V. nubilum, y la formación de las tres estructuras en V. tricorpus. La viabilidad de estas formaciones de resistencia varía de diversos factores como la química del suelo, temperatura, humedad, microfauna, y la ausencia de plantas huéspedes. Se ha observado micelios que mantienen su viabilidad hasta cuatro años, mientras que los microesclerocios pueden mantenerse viables hasta diez años e incluso hasta quince. Normalmente la viabilidad es menor pero es importante saber los máximos para su control.
Cuando las raíces de una posible planta huésped llega a los alrededores (unos 2mm) de una forma de resistencia del hongo, los exudados de las raíces estimulan su germinación y el hongo crece hacia la planta. El hongo trata de alcanzar el sistema vascular de la planta. Las heridas naturales de las raíces son la vía más directa para entrar en ella, estas heridas se producen aun en plantas sanas debido a la abrasión que produce en ellas el suelo. Se ha visto a Verticillium entrando directamente en las raíces pero raramente llegan a alcanzar el sistema vascular por este medio, especialmente los que entran a través de los pelos radiculares.
Una vez que el hongo entra en la planta busca entrar en el xilema. El hongo se puede propagar por la planta mediante hifas y también mediante esporas. Verticillium produce conidias o conidióforos que por el xilema colonizan la planta rápidamente. Las conidias se han comprobado llegando a lo alto de una planta de algodón, 115 cm 24 horas después de la inoculación inicial de las conidias. A veces el flujo de las conidias se detiene en un cruce del xilema, entonces las conidias germinan y las hifas del hongo superan la barrera, produciendo de nuevo conidias al otro lado del obstáculo.
Una planta muy infectada puede llegar a morir. Al ocurrir esto, Verticillium forma sus estructuras de supervivencia y al descomponerse la planta, estas pasan al suelo pudiendo luego pasar al agua o dispersarse por el viento. Después estas estructuras de supervivencia esperan el crecimiento próximo de alguna planta huésped, empezando el ciclo de nuevo.
Las semillas infectadas de este hongo si no son tratadas con fungicidas propagan la enfermedad. Se ha comprobado esporas de Verticillium que han mantenido su viabilidad hasta 13 meses en algunas semillas. Los insectos también pueden difundir este hongo produciendo heridas en las plantas que favorecen la entrada del hongo.

## Medio ambiente
Mientras la marchitez producida por verticillium a menudo presenta los mismos síntomas que la marchitez causada por el género Fusarium, Verticillium puede sobrevivir a climas fríos e inviernos mucho mejor que Fusarium, el cual prefiere climas templados. Las estructuras en reposo de Verticillium están preparadas para sobrevivir a congelación, descongelación, golpes de calor, deshidratación y muchos otros factores, haciendo de este un género muy persistente y difícil de eliminar. El único factor que no toleran bien son periodos prolongados en condiciones anaeróbicas, como en situaciones de inundación.
La temperatura de desarrollo óptimo de Verticillium está entre 20 y 28 grados Celsius, aunque la germinación y desarrollo se puede dar por encima y por debajo de ese rango de temperaturas. La presencia de agua es necesaria para la germinación de las estructuras de resistencia, pero una vez pasado ese periodo no es tan exigente como otros hongos para su posterior propagación. Aunque no es un aspecto medioambiental, las plantas que sufran algún tipo de estrés del tipo que sea son más fáciles de infectar por este hongo que las plantas sanas.

## Manejo
Las infecciones de Verticillium suelen comenzar de modo pausado, local que a los pocos años suele adquirir mayor importancia al desarrollarse las cepas más agresivas. Si no se interviene en su control la infección se extiende de modo que se hace necesario cambiar a variedades y/o cultivos resistentes.
El control de Verticilium se puede realizar utilizando plantas libres del hongo en terrenos sin contaminar por él, utilizando variedades resistentes, y evitando poner especies sensibles al hongo en terrenos donde se han cultivado repetidamente cultivos de solanáceas. Se pueden aplicar fumigaciones al suelo, pero suele ser demasiado caro para grandes superficies.
En plantas de tomate, la presencia de etileno en los estadios iniciales de la infección inhibe el desarrollo de la enfermedad, mientras que en estadios tardíos de desarrollo de la enfermedad, la misma hormona aumenta la incidencia de ella. Hay variedades de tomate que han sido mejoradas con resistencia genética al hongo de modo que toleran su presencia dentro de su sistema y muestran menos síntomas de la enfermedad.
Verticillium albo-altrum y Veticilium dahliae pueden invernar en forma de micelio en plantas vivas o en restos de ellas. De modo que es importante eliminar los residuos de las cosechas para disminuir la dispersión de la enfermedad. Verticilium dahliae también puede invernar en forma de microesclerocios en el suelo, pudiendo sobrevivir más de 15 años de este modo.

## Importancia
La verticilosis se da en un gran número de especies pero sus devastadores efectos son parecidos en muchas de ellas. Normalmente reduce la calidad y cantidad de una cosecha al causar decoloración en los tejidos, enanismo, una defoliación prematura y la muerte. Se debe evitar el uso de plantas contaminadas en su origen en el vivero. Una vez que la planta está infectada no se puede curar. La verticilosis es especialmente importante en áreas de regadío en zonas templadas. Verticllium spp. también se puede dar en terrenos forestales y cuando esos suelos son cultivados las cosechas pueden resultar infectadas.
En California, el Valle de Salinas tiene grandes problemas con Verticillium desde 1995, principalmente debido a las inundaciones del invierno de ese año. En muchas zonas de los valles de Salinas y Pájaro no se puede cultivar lechuga debido a los altos niveles de Verticillium dahliae en el suelo.
Las patatas cultivadas en terrenos infestados con Verticillium pueden tener una reducción de cosecha de entre el 30 y el 50% si se compara con las cultivadas en terrenos no infestados. La verticilosis también ha causado en Estados Unidos que el cultivo de menta se desplazase en la última mitad del siglo XIX desde los estados del medio oeste a zonas libres del hongo en otros del oeste como Oregón, Idaho y Washington.

## Lista de plantas susceptibles o resistentes a verticilosis
Replantar especies susceptibles en un terreno donde se han quitado plantas afectadas por V. albo-atrum o V. dahliae no es nada recomendable ya que el riesgo de infección es enorme. En su lugar deben plantarse variedades inmunes o resistentes. Las siguientes dos listas muestran las susceptibilidad o la resistencia/inmunidad de las plantas según su nombre científico.

(*) indica que esa especie está incluida en las dos relaciones por tener variedades o cultivares con comportamiento distinto.

(#) indica resistencia a algunas cepas del hongo.

(+) indica susceptibilidad a algunas cepas europeas de Verticillium albo-atrum.

### Plantas susceptibles a verticilosis
- Abelmoschus esculentus (también conocido como Hibiscus esculentus) (Okra)
- Abutilon spp. (Abutilon)
- Acer spp. (Arce)
- Acer negundo (Arce negundo)
- Aconitum (Acónito)
- Aesculus hippocastanum
- Aesculus glabra
- Ailanthus altissima (Ailanto)
- Albizia (Mimosa)
- Amaranthus retroflexus (Amaranto)
- (*) Amelanchier
- Antirrhinum majus (Antirrino, conejitos)
- Arabidopsis thaliana
- Arachis hypogaea
- Aralia cordata
- Aralia racemosa
- Armoracia lapathifolia
- Aster spp. (Aster)
- Atropa belladonna (Belladona)
- Aucuba (Aucuba)
- Berberis
- Brassica napobrassica
- Brassica oleracea var. botrytis (Coliflor)
- Brassica oleracea var. capitata (Col)
- Brassica oleracea var. gemmifera (Col de Bruselas)
- Buxus (Boj)
- Calceolaria spp.
- Callirhoe papaver
- Callistephus chinensis
- Camellia (Camelia)
- Campanula spp.
- Campsis radicans
- Cannabis sativa (Marihuana)
- Capsicum spp. (Pimiento)
- Carpobrotus edulis
- Carthamus tinctorius (Cártamo)
- Carya illinoinensis
- Catalpa speciosa
- Catalpa bignonioides
- Celosia argentea
- Centaurea cyanus
- Centaurea imperialis
- Ceratonia siliqua (Algarrobo)
- Cercis canadensis
- Cercis siliquastrum (Árbol de Judas, árbol del amor)
- Chenopodium
- (#) Chrysanthemum spp. (Crisantemo, Margarita etc.)
- Chrysanthemum leucanthemum
- Cinnamomum camphora
- Cistus palhinhai
- Cistus x purpureus
- Citrullus vulgaris (Sandía)
- Cladrastis lutea
- Clarkia elegans
- Coreopsis lanceolata
- (*) Cornus
- Cosmos (Cosmos)
- Cotinus coggygria
- Cupaniopsis anacardioides
- Cucumis melo (Melón)
- Cucumis sativus (Melón)
- Cucurbita pepo (Calabaza)
- Cydonia oblonga
- Cynara cardunculus (Cardo)
- Dahlia variabilis (Dahlia)
- Delphinium ajacis
- Digitalis purpurea (Digital)
- Dimorphotheca sinuata
- Diospyros virginiana
- Dodonaea viscosa
- Echinacea purpurea (Equinácea)
- Elaeagnus
- Erica spp.
- Erigeron
- Eschscholzia californica
- Ficus benjamina
- Ficus retusa
- (#) Fragaria chiloensis (Fresa)
- Fraxinus pennsylvanica
- Fremontodendron spp.
- Fuchsia spp. (Fucsia)
- Gerbera jamesonii
- Gossypium spp. (Algodón)
- Gymnocladus dioicus
- Hebe bollonsii )
- Hebe x carnea 'Carnea'
- Hebe lewisii
- Hedera (Hiedra)
- Helianthus spp. (Girasol)
- Helichrysum bracteatum
- Heliotropium arborescens (Heliotropo)
- Impatiens balsamina
- Impatiens walleriana
- Jasminum (Jazmín)
- Juglans regia (Nogal)
- Koelreuteria paniculata
- Lampranthus spectabilis
- Lathyrus odoratus (Guisante)
- Liatris spp.
- Ligustrum spp. (Aligustre)
- Linum usitatissimum (Lino)
- Liriodendron tulipifera
- Lobelia erinus
- Lonicera
- Lupinus polyphyllus
- (#) Lycopersicon esculentum (Tomate)
- Maclura pomifera
- Magnolia
- Matthiola incana (Alhelí)
- Melia azedarach
- Mentha spp. (Menta)
- Monarda fistulosa
- Nandina domestica
- Nicotiana benthamiana
- Nyssa sylvatica
- Olea europaea (Olivo)
- Osteospermum
- Paeonia spp. (Peonía)
- Panax quinquefolius
- Papaver orientale
- Parthenium argentatum
- Parthenocissus
- Pelargonium spp. (Geranio)
- Persea americana (Aguacate)
- Petunia (Petunia)
- Pistacia (Pistacho)
- Phlox spp.
- Phellodendron
- Physalis alkekengi
- Polemonium spp.
- Populus tremula (Álamo)
- Prunus (Almendro, melocotonero, albaricoquero, ciruelo y otros frutales de hueso)
- Pyrola spp.
- Quercus palustris
- Quercus rubra
- Raphanus sativus
- Reseda odorata
- Rhaphiolepis
- Rheum rhaponticum )
- Rhododendron (Azalea, Rododendro)
- Rhus (Zumaque)
- Ribes
- Ricinus communis
- Robinia pseudoacacia
- Romneya coulteri
- Rorippa islandica
- Rosa (Rosa)
- (#) Rubus (Mora)
- Rudbeckia serotinia
- Salpiglossis sinuata
- Salvia farinacea
- Salvia haematodes
- Salvia azurea
- Salvia rosmarinus (Romero)
- Sambucus spp.
- Sassafras variifolium
- Schinus (Falso pimentero)
- Schizanthus pinnatus
- Senecio cruentus
- Senecio vulgaris
- Sisymbrium irio
- Solanum aethiopicum
- Solanum carolinense
- Solanum elaeagnifolium
- Solanum melongena (Berenjena)
- Solanum nigrum
- Solanum sarrachoides
- Solanum tuberosum (Patata, papa)
- Sorbus torminalis
- Spinacia oleracea (Espinaca)
- Spirea
- Styphnolobium
- Syringa (Lila)
- Taraxacum officinale
- Tetragonia tetragonioides
- (*) Tilia (Tilo)
- Trachelospermum jasminoides
- Tragopogon porrifolius
- Ulmus americana (Olmo americano)
- Ulmus procera (Olmo inglés)
- Ulmus rubra
- Venidium spp.
- Viburnum spp.
- Vigna sesquipedalis
- Vigna sinensis
- Vitis (Viña)
- Weigela

### Plantas resistentes o inmunes a verticilosis

#### Familias
- Cactaceae (Cactus)
- Graminae (Hierbas, cereales, etc.)
- Gymnospermae (Abetos, pinos, etc.)
- Monocotyledoneae (Bambú, Banana, Gladiolo, hierbas, etc.)
- Polypodiaceae (Helechos)

#### Especies
- Acer pseudoplatanus
- Ageratum spp.
- Alnus spp.
- Alyssum spp. (Aliso)
- Althaea rosea
- (*) Amelanchier spp.
- Anemone spp. (Anemona)
- Apium graveolens (Apio)
- Aquilegia spp.
- Arctostaphylos spp.
- Asimina triloba
- Asparagus officinalis (Espárrago)
- Begonia semperflorens
- Begonia tuberhybrida (Begonia tuberosa)
- Bellis perennis
- Betula spp.
- Brassica oleracea Italica Group (Broculi)
- Browallia spp.
- Buxus spp. (Boj)
- Calendula officinalis
- Carpinus spp.
- Carya
- Castanea mollissima
- Ceanothus spp.
- Celtis spp.
- Cercidiphyllum japonicum
- Cheiranthus cheiri
- Cistus corbariensis
- Cistus salvifolius
- Cistus tauricus
- Citrus spp. (Naranjo, limonero, pomelo, etc.)
- Cleome spp.
- (*) Cornus spp.
- Crataegus spp.
- Daucus carota (Zanahoria)
- Dianthus spp. (Clavel)
- Eucalyptus spp. (Eucalyptus)
- Fagus spp.
- Ficus carica (Higuera)
- Gaillardia spp.
- Geum spp.
- Gleditsia spp.
- Gypsophila paniculata
- Hebe anonda
- Hebe x franciscana
- Hebe x menziesii
- Hebe salicifolia
- Helianthemum nummularium
- Helleborus niger (Heléboro)
- Heuchera sanguinea
- Iberis spp.
- Ilex spp.
- Impatiens sultani
- Ipomoea batatas (Batata, boniato)
- Juglans spp. (Nogal)
- Juniperus spp.
- Lactuca spp. (Lechuga)
- Lantana spp. (Lantana)
- Larix spp.
- Liquidambar styraciflua
- Lunaria annua
- (+) Malus spp. (Manzano)
- (+) Medicago sativa (Alfalfa)
- Mimulus spp.
- Morus spp. (Morera)
- Nemesia strumosa
- Nemophila menziesii
- Nerium oleander (Adelfa)
- Nierembergia frutescens
- Oenothera spp.
- Penstemon spp.
- Phaseolus spp.
- Pisum sativum (Guisante)
- Platanus spp. (Sicomoro)
- Platycodon grandiflorus
- Populus
- Portulaca grandiflora
- Potentilla spp.
- Primula spp. (Primavera)
- Pyracantha spp.
- (+) Pyrus spp. (Peral)
- Quercus alba
- Quercus falcata
- Quercus phellos
- Quercus virginiana
- Ranunculus asiaticus
- Saintpaulia ionantha
- Scabiosa atropurpurea
- Salix spp. (Willow)
- Sorbus aucuparia
- (*) Tilia (Tilo)
- Torenia fournieri
- Tropaeolum majus
- Umbellularia californica
- Verbena hybrida
- Vinca minor
- Viola spp. (Violeta)
- Zelkova serrata
- Zinnia spp.